# Brač
Pour les articles homonymes, voir Brac.
L'île de Brač (prononcé [ˈbɾaːtʃ], en italien, Brazza) est une île de la mer Adriatique située en Croatie au large de la côte dalmate. D'une superficie de 396 km2, c'est la troisième plus grande île de l'Adriatique (après Krk et Cres) et la plus grande de la côte dalmate. Elle possède un aéroport, l'aéroport de Brač.
L'île est notamment connue pour la plage de galets de Bol, en forme de virgule et appelée Zlatni Rat.
Son point culminant est Vidova gora, à 778 m. C'est le point le plus haut de la mer Adriatique.

## Économie
L'économie de Brač repose principalement sur le tourisme, mais la pêche et l'agriculture (particulièrement la viticulture et la culture de l'olive) sont également importants, comme l'est la carrière de pierre blanche, utilisée notamment pour la construction du Palais de Dioclétien, du Mémorial de Vimy et de la Maison-Blanche à Washington. Historiquement, Brač était connu pour ses chèvres et son fromage, comme l'avait souligné Pline l'Ancien. Brač produit environ la moitié de la production dalmate d'huile d'olive[réf. nécessaire].

## Villes et villages

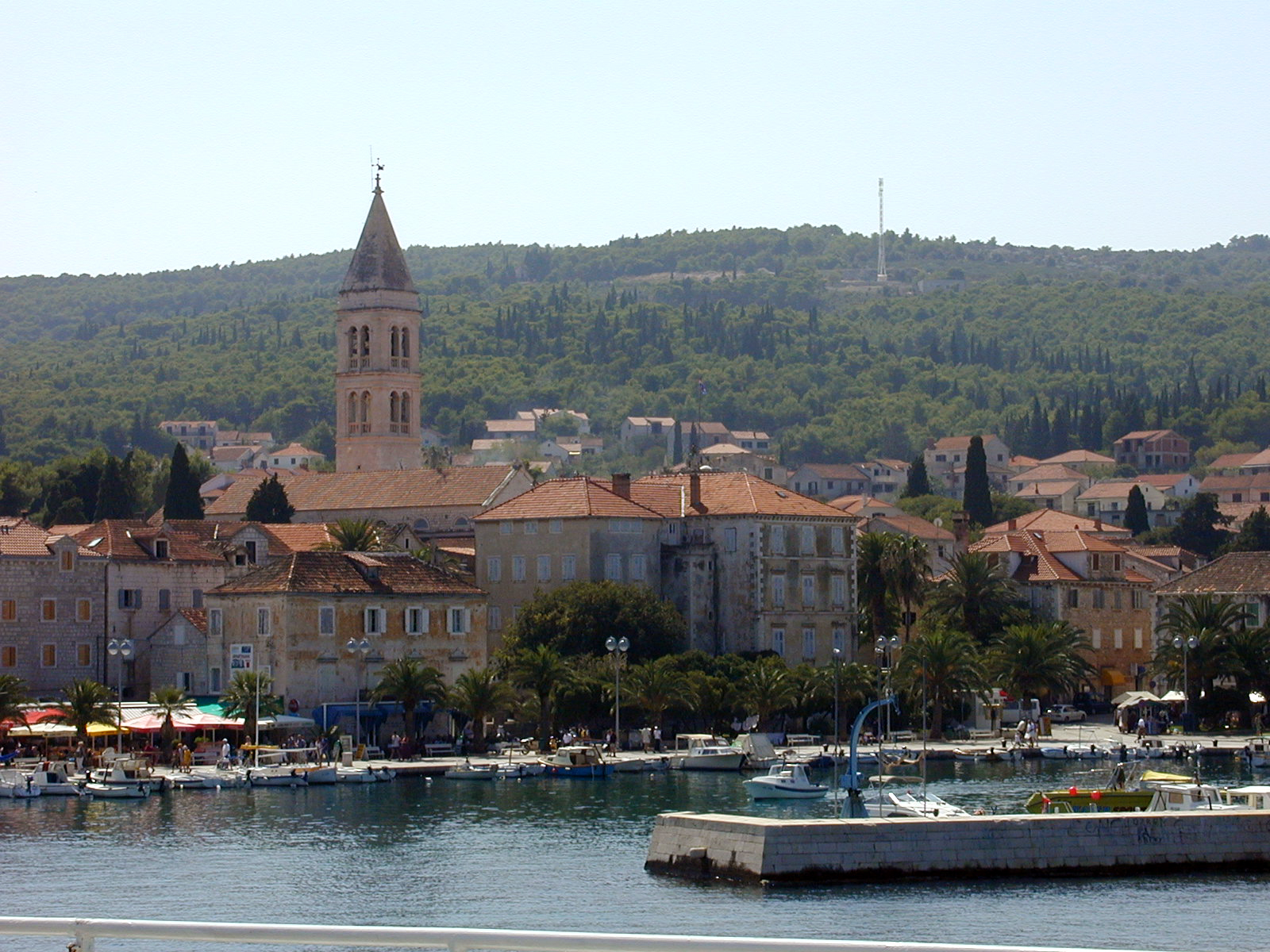
Le port de Supetar

- Supetar (it. San Pietro)
- Bol (it. Vallo)
- Škrip
- Pučišća
- Splitska
- Postira
- Nerežišća
- Donji Humac
- Milna
- Mirca
- Gornji Humac
- Dol
- Sutivan
- Sumartin
- Praznica
- Murvica
- Povlja
- Dračevica
- Ložišća